# Voleibol de praia nos Jogos Olímpicos de Verão de 2004 - Feminino

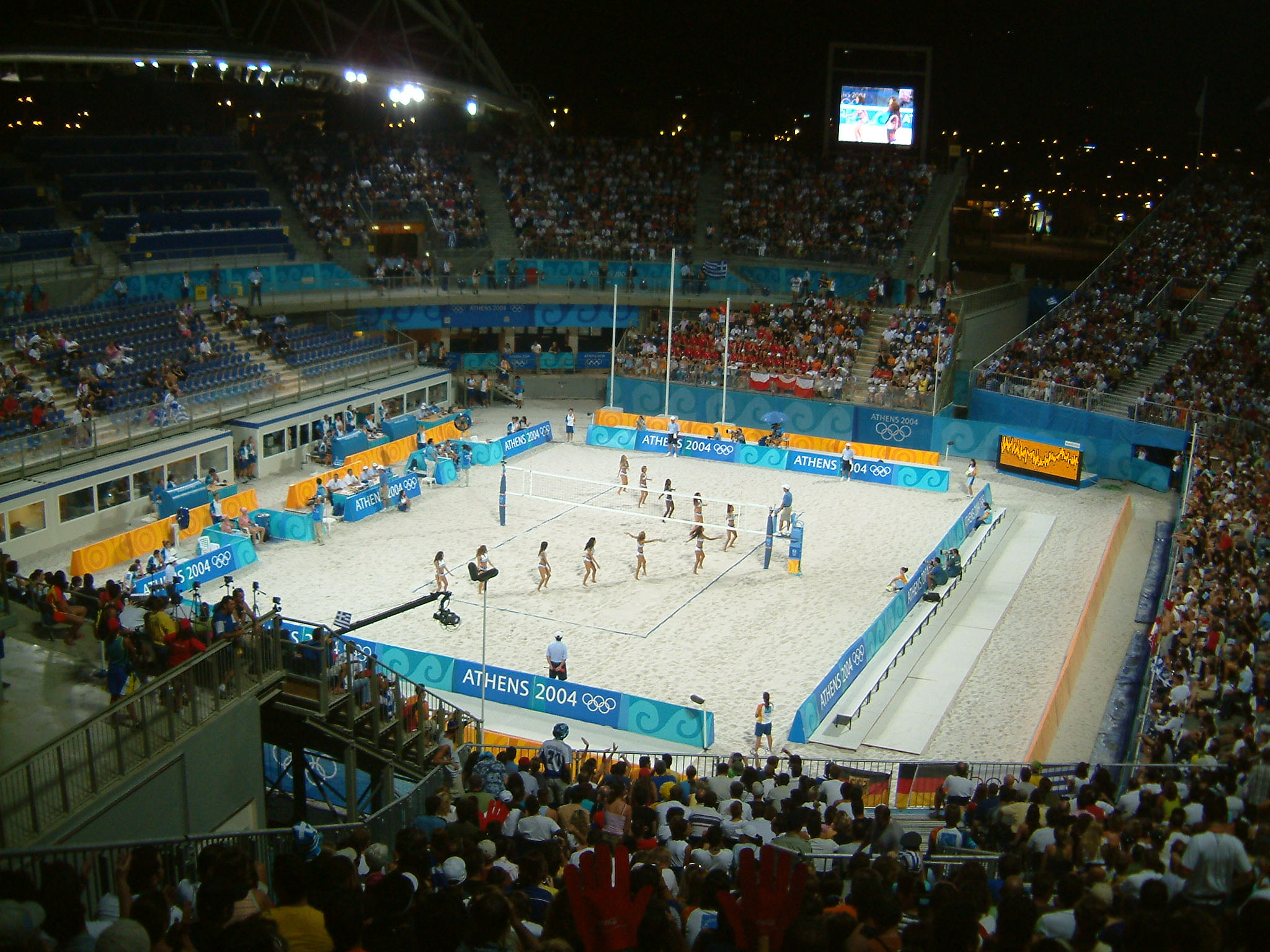
Evento de vôlei de praia nos Jogos Olímpicos de Atenas 2004

O torneio feminino de voleibol de praia nos Jogos Olímpicos de Verão de 2004 foi realizado no Centro Olímpico de Voleibol de Praia, no interior da Complexo Olímpico da Zona Costeira de Faliro, em Atenas, entre 14 e 24 de agosto.
As estadunidenses Kerri Walsh e Misty May conquistaram o ouro para o país ao superarem Adriana Behar e Shelda Bedê, do Brasil, na final. A dupla dos Estados Unidos Holly McPeak e Elaine Youngs levou a melhor na disputa pelo bronze frente aos australianos Julien Prosser e Mark Williams.

## Medalhistas
| Ouro   | USA Kerri Walsh e Misty May      |
| Prata  | BRA Adriana Behar e Shelda Bedê  |
| Bronze | USA Holly McPeak e Elaine Youngs |

## Fase inicial

### Grupo A
|     |                                    |     | Jogos | Jogos | Jogos | Sets | Sets | Sets  | Pontos | Pontos | Pontos |
| Pos | Equipe                             | Pts | T     | V     | D     | V    | P    | R     | V      | P      | R      |
| --- | ---------------------------------- | --- | ----- | ----- | ----- | ---- | ---- | ----- | ------ | ------ | ------ |
| 1   | USA Kerri Walsh–Misty May          | 6   | 3     | 3     | 0     | 6    | 0    | MAX   | 126    | 83     | 1.518  |
| 2   | CZE Eva Celbová–Sona Nováková      | 5   | 3     | 2     | 1     | 4    | 2    | 2.000 | 120    | 110    | 1.091  |
| 3   | JPN Ryoko Tokuno–Chiaki Kusuhara   | 4   | 3     | 1     | 2     | 2    | 5    | 0.400 | 109    | 137    | 0.796  |
| 4   | NED Rebekka Kadijk–Marrit Leenstra | 3   | 3     | 0     | 3     | 1    | 6    | 0.167 | 110    | 135    | 0.815  |

15 de agosto
| Celbová & Nováková | 2–0 | Kadijk & Leenstra | 21–19, 21–16 |
| Walsh & May        | 2–0 | Tokuno & Kusuhara | 21–9, 21–16  |

17 de agosto
| Celbová & Nováková | 2–0 | Tokuno & Kusuhara | 23–21, 21–12 |
| Walsh & May        | 2–0 | Kadijk & Leenstra | 21–11, 21–13 |

19 de agosto
| Kadijk & Leenstra | 1–2 | Tokuno & Kusuhara  | 21–15, 17–21, 13–15 |
| Walsh & May       | 2–0 | Celbová & Nováková | 21–17, 21–17        |

### Grupo B
|     |                                       |     | Jogos | Jogos | Jogos | Sets | Sets | Sets  | Pontos | Pontos | Pontos |
| Pos | Equipe                                | Pts | T     | V     | D     | V    | P    | R     | V      | P      | R      |
| --- | ------------------------------------- | --- | ----- | ----- | ----- | ---- | ---- | ----- | ------ | ------ | ------ |
| 1   | BRA Shelda Bedê–Adriana Behar         | 6   | 3     | 3     | 0     | 6    | 0    | MAX   | 126    | 84     | 1.500  |
| 2   | CUB Dalixia Fernández–Tamara Larrea   | 5   | 3     | 2     | 1     | 4    | 3    | 1.333 | 129    | 125    | 1.032  |
| 3   | ITA Daniela Gattelli–Lucilla Perrotta | 4   | 3     | 1     | 2     | 3    | 4    | 0.750 | 124    | 128    | 0.969  |
| 4   | RSA Leigh Ann Naidoo–Julia Willand    | 3   | 3     | 0     | 3     | 0    | 6    | 0.000 | 84     | 126    | 0.667  |

15 de agosto
| Fernández & Larrea | 2–1 | Gattelli & Perrotta | 21–17, 18–21, 15–10 |
| Bedê & Behar       | 2–0 | Naidoo & Willard    | 21–7, 21–10         |

17 de agosto
| Fernández & Larrea | 2–0 | Naidoo & Willard    | 21–19, 21–16 |
| Bedê & Behar       | 2–0 | Gattelli & Perrotta | 21–17, 21–17 |

19 de agosto
| Gattelli & Perrotta | 2–0 | Naidoo & Willard   | 21–18, 21–14 |
| Bedê & Behar        | 2–0 | Fernández & Larrea | 21–14, 21–19 |

### Grupo C
|     |                                                |     | Jogos | Jogos | Jogos | Sets | Sets | Sets  | Pontos | Pontos | Pontos |
| Pos | Equipe                                         | Pts | T     | V     | D     | V    | P    | R     | V      | P      | R      |
| --- | ---------------------------------------------- | --- | ----- | ----- | ----- | ---- | ---- | ----- | ------ | ------ | ------ |
| 1   | GER Susanne Lahme–Danja Müsch                  | 5   | 3     | 2     | 1     | 5    | 4    | 1.250 | 156    | 143    | 1.091  |
| 2   | BRA Ana Paula Connelly–Sandra Pires            | 5   | 3     | 2     | 1     | 5    | 2    | 2.500 | 131    | 118    | 1.110  |
| 3   | GRE Vassiliki Arvaniti–Efthalia Koutroumanidou | 4   | 3     | 1     | 2     | 3    | 5    | 0.600 | 131    | 140    | 0.936  |
| 4   | NOR Nila Håkedal–Ingrid Tørlen                 | 4   | 3     | 1     | 2     | 3    | 5    | 0.600 | 132    | 149    | 0.886  |

15 de agosto
| Ana Paula & Sandra Pires | 2–0 | Håkedal & Tørlen          | 21–18, 21–19        |
| Lahme & Müsch            | 2–1 | Arvaniti & Koutroumanidou | 21–16, 16–21, 15–10 |

17 de agosto
| Ana Paula & Sandra Pires | 2–0 | Arvaniti & Koutroumanidou | 21–13, 21–14        |
| Lahme & Müsch            | 1–2 | Håkedal & Tørlen          | 21–13, 17–21, 12–15 |

19 de agosto
| Ana Paula & Sandra Pires  | 1–2 | Lahme & Müsch    | 21–18, 15–21, 11–15 |
| Arvaniti & Koutroumanidou | 2–1 | Håkedal & Tørlen | 21–11, 21–23, 15–12 |

### Grupo D
|     |                                       |     | Jogos | Jogos | Jogos | Sets | Sets | Sets  | Pontos | Pontos | Pontos |
| Pos | Equipe                                | Pts | T     | V     | D     | V    | P    | R     | V      | P      | R      |
| --- | ------------------------------------- | --- | ----- | ----- | ----- | ---- | ---- | ----- | ------ | ------ | ------ |
| 1   | USA Holly McPeak–Elaine Youngs        | 6   | 3     | 3     | 0     | 6    | 0    | MAX   | 148    | 124    | 1.194  |
| 2   | CAN Guylaine Dumont–Annie Martin      | 5   | 3     | 2     | 1     | 5    | 2    | 2.500 | 135    | 123    | 1.098  |
| 3   | NOR Kathrine Maaseide–Susanne Glesnes | 4   | 3     | 1     | 2     | 2    | 5    | 0.400 | 127    | 144    | 0.882  |
| 4   | SUI Nicole Schnyder–Simone Kuhn       | 3   | 3     | 0     | 3     | 2    | 6    | 0.333 | 134    | 153    | 0.876  |

14 de agosto
| Schnyder & Kuhn | 0–2 | Dumont & Martin    | 16–21, 13–21 |
| McPeak & Youngs | 2–0 | Maaseide & Glesnes | 21–14, 21–14 |

16 de agosto
| Schnyder & Kuhn | 1–2 | Maaseide & Glesnes | 18–21, 21–17, 13–15 |
| McPeak & Youngs | 2–1 | Dumont & Martin    | 21–13, 12–21, 15–9  |

18 de agosto
| Dumont & Martin | 2–0 | Maaseide & Glesnes | 21–19, 29–27        |
| McPeak & Youngs | 2–1 | Schnyder & Kuhn    | 22–24, 21–17, 15–12 |

### Grupo E
|     |                                            |     | Jogos | Jogos | Jogos | Sets | Sets | Sets  | Pontos | Pontos | Pontos |
| Pos | Equipe                                     | Pts | T     | V     | D     | V    | P    | R     | V      | P      | R      |
| --- | ------------------------------------------ | --- | ----- | ----- | ----- | ---- | ---- | ----- | ------ | ------ | ------ |
| 1   | GER Okka Rau–Stephanie Pohl                | 5   | 3     | 2     | 1     | 5    | 2    | 2.500 | 138    | 119    | 1.160  |
| 2   | AUS Natalie Cook–Nicole Sanderson          | 5   | 3     | 2     | 1     | 4    | 3    | 1.333 | 127    | 126    | 1.008  |
| 3   | BUL Tzvetelina Yanchulova–Petia Yanchulova | 5   | 3     | 2     | 1     | 4    | 3    | 1.333 | 124    | 131    | 0.947  |
| 4   | CHN Wang Lu–You Wenhui                     | 3   | 3     | 0     | 3     | 1    | 6    | 0.167 | 126    | 139    | 0.906  |

14 de agosto
| Rau & Pohl       | 2–0 | Wang & You              | 21–17, 21–18 |
| Cook & Sanderson | 2–0 | Yanchulova & Yanchulova | 21–16, 21–12 |

16 de agosto
| Rau & Pohl       | 1–2 | Yanchulova & Yanchulova | 21–18, 19–21, 13–15 |
| Cook & Sanderson | 2–1 | Wang & You              | 21–19, 17–21, 17–15 |

18 de agosto
| Wang & You       | 0–2 | Yanchulova & Yanchulova | 19–21, 17–21 |
| Cook & Sanderson | 0–2 | Rau & Pohl              | 10–21, 20–22 |

### Grupo F
|     |                                       |     | Jogos | Jogos | Jogos | Sets | Sets | Sets  | Pontos | Pontos | Pontos |
| Pos | Equipe                                | Pts | T     | V     | D     | V    | P    | R     | V      | P      | R      |
| --- | ------------------------------------- | --- | ----- | ----- | ----- | ---- | ---- | ----- | ------ | ------ | ------ |
| 1   | AUS Summer Lochowicz–Kerri Pottharst  | 6   | 3     | 3     | 0     | 6    | 1    | 6.000 | 142    | 130    | 1.092  |
| 2   | GRE Vasso Karadassiou–Effrosyni Sfyri | 5   | 3     | 2     | 1     | 5    | 2    | 2.500 | 134    | 113    | 1.186  |
| 3   | CHN Tian Jia–Wang Fei                 | 4   | 3     | 1     | 2     | 2    | 4    | 0.500 | 109    | 118    | 0.924  |
| 4   | MEX Mayra García–Hilda Gaxiola        | 3   | 3     | 0     | 3     | 0    | 6    | 0.000 | 108    | 132    | 0.818  |

14 de agosto
| Tian & Wang         | 0–2 | Lochowicz & Pottharst | 18–21, 18–21 |
| Karadassiou & Sfyri | 2–0 | García & Gaxiola      | 21–17, 21–13 |

16 de agosto
| Tian & Wang         | 2–0 | García & Gaxiola      | 21–19, 21–15        |
| Karadassiou & Sfyri | 1–2 | Lochowicz & Pottharst | 15–21, 21–15, 14–16 |

18 de agosto
| Lochowicz & Pottharst | 2–0 | García & Gaxiola | 26–24, 22–20 |
| Karadassiou & Sfyri   | 2–0 | Tian & Wang      | 21–14, 21–17 |

## Fase final
|  | Oitavas-de-final            | Oitavas-de-final     |                       |   | Quartas-de-final   | Quartas-de-final  |              |              | Semifinais | Semifinais |  |  | Medalha de Ouro | Medalha de Ouro |
|  |                             |                      |                       |   |                    |                   |              |              |            |            |  |  |                 |                 |
|  | 21 de agosto                |                      |                       |   |                    |                   |              |              |            |            |  |  |                 |                 |
|  |                             |                      |                       |   |                    |                   |              |              |            |            |  |  |                 |                 |
|  | USA Walsh–May               | 2                    |                       |   |                    |                   |              |              |            |            |  |  |                 |                 |
|  | USA Walsh–May               | 2                    | 22 de agosto          |   |                    |                   |              |              |            |            |  |  |                 |                 |
|  | CHN Tian–Wang               | 0                    |                       |   |                    |                   |              |              |            |            |  |  |                 |                 |
|  | CHN Tian–Wang               | 0                    | USA Walsh–May         | 2 |                    |                   |              |              |            |            |  |  |                 |                 |
|  | 20 de agosto                |                      | USA Walsh–May         | 2 |                    |                   |              |              |            |            |  |  |                 |                 |
|  |                             | CAN Dumont–Martin    | 0                     |   |                    |                   |              |              |            |            |  |  |                 |                 |
|  | CUB Fernández–Larrea        | CAN Dumont–Martin    | 0                     | 1 |                    |                   |              |              |            |            |  |  |                 |                 |
|  | CUB Fernández–Larrea        |                      | 23 de agosto          | 1 |                    |                   |              |              |            |            |  |  |                 |                 |
|  | CAN Dumont–Martin           | 2                    |                       |   |                    |                   |              |              |            |            |  |  |                 |                 |
|  | CAN Dumont–Martin           | 2                    | USA Walsh–May         | 2 |                    |                   |              |              |            |            |  |  |                 |                 |
|  | 21 de agosto                |                      | USA Walsh–May         | 2 |                    |                   |              |              |            |            |  |  |                 |                 |
|  |                             | USA McPeak–Youngs    | 0                     |   |                    |                   |              |              |            |            |  |  |                 |                 |
|  | GRE Arvaniti–Koutroumanidou | USA McPeak–Youngs    | 0                     | 1 |                    |                   |              |              |            |            |  |  |                 |                 |
|  | GRE Arvaniti–Koutroumanidou | 22 de agosto         |                       | 1 |                    |                   |              |              |            |            |  |  |                 |                 |
|  | GER Rau–Pohl                | 2                    |                       |   |                    |                   |              |              |            |            |  |  |                 |                 |
|  | GER Rau–Pohl                | 2                    | GER Rau–Pohl          | 0 |                    |                   |              |              |            |            |  |  |                 |                 |
|  | 21 de agosto                |                      | GER Rau–Pohl          | 0 |                    |                   |              |              |            |            |  |  |                 |                 |
|  |                             | USA McPeak–Youngs    | 2                     |   |                    |                   |              |              |            |            |  |  |                 |                 |
|  | CZE Celbová–Nováková        | USA McPeak–Youngs    | 2                     | 0 |                    |                   |              |              |            |            |  |  |                 |                 |
|  | CZE Celbová–Nováková        |                      | 24 de agosto          | 0 |                    |                   |              |              |            |            |  |  |                 |                 |
|  | USA McPeak–Youngs           | 2                    |                       |   |                    |                   |              |              |            |            |  |  |                 |                 |
|  | USA McPeak–Youngs           | 2                    | USA Walsh–May         | 2 |                    |                   |              |              |            |            |  |  |                 |                 |
|  | 20 de agosto                |                      | USA Walsh–May         | 2 |                    |                   |              |              |            |            |  |  |                 |                 |
|  |                             | BRA Adriana–Shelda   | 0                     |   |                    |                   |              |              |            |            |  |  |                 |                 |
|  | GER Lahme–Müsch             | BRA Adriana–Shelda   | 0                     | 1 |                    |                   |              |              |            |            |  |  |                 |                 |
|  | GER Lahme–Müsch             | 22 de agosto         |                       | 1 |                    |                   |              |              |            |            |  |  |                 |                 |
|  | ITA Gattelli–Perrotta       | 2                    |                       |   |                    |                   |              |              |            |            |  |  |                 |                 |
|  | ITA Gattelli–Perrotta       | 2                    | ITA Gattelli–Perrotta | 1 |                    |                   |              |              |            |            |  |  |                 |                 |
|  | 21 de agosto                |                      | ITA Gattelli–Perrotta | 1 |                    |                   |              |              |            |            |  |  |                 |                 |
|  |                             | AUS Cook–Sanderson   | 2                     |   |                    |                   |              |              |            |            |  |  |                 |                 |
|  | AUS Lochowicz–Pottharst     | AUS Cook–Sanderson   | 2                     | 1 |                    |                   |              |              |            |            |  |  |                 |                 |
|  | AUS Lochowicz–Pottharst     |                      | 23 de agosto          | 1 |                    |                   |              |              |            |            |  |  |                 |                 |
|  | AUS Cook–Sanderson          | 2                    |                       |   |                    |                   |              |              |            |            |  |  |                 |                 |
|  | AUS Cook–Sanderson          | 2                    | AUS Cook–Sanderson    | 0 |                    |                   |              |              |            |            |  |  |                 |                 |
|  | 20 de agosto                |                      | AUS Cook–Sanderson    | 0 |                    |                   |              |              |            |            |  |  |                 |                 |
|  |                             | BRA Adriana–Shelda   | 2                     |   | Medalha de Bronze  | Medalha de Bronze |              |              |            |            |  |  |                 |                 |
|  | BRA Ana Paula–Sandra        | BRA Adriana–Shelda   | 2                     | 2 | Medalha de Bronze  | Medalha de Bronze |              |              |            |            |  |  |                 |                 |
|  | BRA Ana Paula–Sandra        | 22 de agosto         | 22 de agosto          | 2 |                    |                   | 24 de agosto | 24 de agosto |            |            |  |  |                 |                 |
|  | GRE Karadassiou–Sfyri       | 22 de agosto         | 22 de agosto          | 0 |                    |                   | 24 de agosto | 24 de agosto |            |            |  |  |                 |                 |
|  | GRE Karadassiou–Sfyri       | BRA Ana Paula–Sandra | 1                     | 0 | USA McPeak–Youngs  | 2                 |              |              |            |            |  |  |                 |                 |
|  | 21 de agosto                | BRA Ana Paula–Sandra | 1                     |   | USA McPeak–Youngs  | 2                 |              |              |            |            |  |  |                 |                 |
|  |                             | BRA Adriana–Shelda   | 2                     |   | AUS Cook–Sanderson | 1                 |              |              |            |            |  |  |                 |                 |
|  | BRA Yanchulova–Yanchulova   | BRA Adriana–Shelda   | 2                     | 1 | AUS Cook–Sanderson | 1                 |              |              |            |            |  |  |                 |                 |
|  | BRA Yanchulova–Yanchulova   |                      |                       | 1 |                    |                   |              |              |            |            |  |  |                 |                 |
|  | BRA Adriana–Shelda          | 2                    |                       |   |                    |                   |              |              |            |            |  |  |                 |                 |
|  | BRA Adriana–Shelda          | 2                    |                       |   |                    |                   |              |              |            |            |  |  |                 |                 |

### Oitavas de final
20 de agosto
| Fernández & Larrea       | 0–2 | Dumont & Martin     | 18–21, 19–21        |
| Lahme & Musch            | 1–2 | Gattelli & Perrotta | 21–16, 17–21, 19–21 |
| Lochowicz & Pottharst    | 0–2 | Cook & Sanderson    | 15–21, 16–21        |
| Ana Paula & Sandra Pires | 2–0 | Karadassiou & Sfyri | 21–16, 21–19        |

21 de agosto
| Walsh & May               | 2–0 | Tian & Wang     | 21–11, 21–18        |
| Arvaniti & Koutroumanidou | 1–2 | Rau & Pohl      | 12–21, 21–19, 11–15 |
| Celbová & Nováková        | 0–2 | McPeak & Youngs | 16–21, 16–21        |
| Yanchulova & Yanchulova   | 1–2 | Bede & Behar    | 21–18, 16–21, 11–15 |

### Quartas de final
22 de agosto
| Walsh & May              | 2–0 | Dumont & Martin  | 21–19, 21–14        |
| Rau & Pohl               | 0–2 | McPeak & Youngs  | 17–21, 17–21        |
| Gattelli & Perrotta      | 1–2 | Cook & Sanderson | 16–21, 21–14, 12–15 |
| Ana Paula & Sandra Pires | 1–2 | Bede & Behar     | 21–15, 13–21, 13–15 |

### Semifinais
23 de agosto
| Walsh & May      | 2–0 | McPeak & Youngs | 21–18, 21–15 |
| Cook & Sanderson | 0–2 | Bede & Behar    | 17–21, 16–21 |

### Disputa pelo bronze
24 de agosto
| McPeak & Youngs | 2–1 | Cook & Sanderson | 21–18, 15–21, 15–9 |

### Final
24 de agosto
| Walsh & May | 2–0 | Bede & Behar | 21–17, 21–11 |

## Classificação final
Esta foi a classificação final oficial.
| Pos.              | Dupla                                        | País                | Cabeça de chave |
| ----------------- | -------------------------------------------- | ------------------- | --------------- |
| Medalha de ouro   | Kerri Walsh – Misty May                      | USA Estados Unidos  | 1               |
| Medalha de prata  | Shelda Bedê – Adriana Behar                  | BRA Brasil          | 2               |
| Medalha de bronze | Holly McPeak – Elaine Youngs                 | USA Estados Unidos  | 4               |
| 4.                | Natalie Cook – Nicole Sanderson              | AUS Austrália       | 5               |
| 5.                | Ana Paula Connelly – Sandra Pires            | BRA Brasil          | 3               |
| 5.                | Okka Rau – Stephanie Pohl                    | GER Alemanha        | 8               |
| 5.                | Daniela Gattelli – Lucilla Perrotta          | ITA Itália          | 14              |
| 5.                | Guylaine Dumont – Annie Martin               | CAN Canadá          | 16              |
| 9.                | Vasso Karadassiou – Effrosyni Sfyri          | GRE Grécia          | 6               |
| 9.                | Tian Jia – Wang Fei                          | CHN China           | 7               |
| 9.                | Susanne Lahme – Danja Müsch                  | GER Alemanha        | 10              |
| 9.                | Dalixia Fernández – Tamara Larrea            | CUB Cuba            | 11              |
| 9.                | Eva Celbová – Sona Nováková                  | CZE República Checa | 12              |
| 9.                | Vassiliki Arvaniti – Efthalia Koutroumanidou | GRE Grécia          | 15              |
| 9.                | Summer Lochowicz – Kerri Pottharst           | AUS Austrália       | 18              |
| 9.                | Tzvetelina Yanchulova – Petia Yanchulova     | BUL Bulgária        | 20              |
| 17.               | Kathrine Maaseide – Susanne Glesnes          | NOR Noruega         | 21              |
| 17.               | Ryoko Tokuno – Chiaki Kusuhara               | JPN Japão           | 24              |
| 19.               | Nicole Schnyder – Simone Kuhn                | SUI Suíça           | 9               |
| 19.               | Rebekka Kadijk – Marrit Leenstra             | NED Países Baixos   | 13              |
| 19.               | Wang Lu – You Wenhui                         | CHN China           | 17              |
| 19.               | Mayra García – Hilda Gaxiola                 | MEX México          | 19              |
| 19.               | Nila Håkedal – Ingrid Tørlen                 | NOR Noruega         | 22              |
| 19.               | Leigh Ann Naidoo – Julia Willand             | RSA África do Sul   | 23              |